# Cajamarca (distrito)
Cajamarca é um distrito do Peru, departamento de Cajamarca, localizada na província de Cajamarca.

## Transporte
O distrito de Cajamarca é servido pela seguinte rodovia:
- PE-8, que liga a cidade ao distrito de Guadalupe (Região de la Libertad)
- PE-8A, que liga o distrito à cidade de Chilete
- PE-8B, que liga o distrito à cidade de Chachapoyas (Região de Amazonas)
- PE-3N, que liga o distrito de La Oroya (Região de Junín) à Puerto Vado Grande (Fronteira Equador-Peru) no distrito de Ayabaca (Região de Piura)
- PE-3NB, que liga a cidade de Tumbaden ao distrito de Bambamarca[1][2][3]